# 140 (опытный бомбардировщик, 1949)
Бомбардировщик «140», обычно называемый EF-140 — проект высотного околозвукового дальнего бомбардировщика, выполненный в ОКБ-1 немецкими учёными под руководством Брунольфа Бааде на основе наработок проекта EF-131. Один из первых в мире военных самолётов с крылом обратной стреловидности, и один из первых в СССР турбореактивных бомбардировщиков. Несмотря на успешное прохождение испытаний и подготовку к серийному выпуску, не был принят на вооружение, в том числе из-за проблем, связанных с крылом обратной стреловидности.

## История создания

### Специалисты «Юнкерс» в СССР
После крушения нацистской Германии многие авиационные специалисты остались не у дел. В начале 1946 года НКВД провело операцию по их сбору и вербовке, значительную часть авиационных инженеров вывезли в подмосковное Подберезье, где предоставили комфортные условия для жизни и работы. Производственной базой для тогда безымянного ОКБ были участки авиационного завода № 256.
В конце 1946 года немецкие специалисты были разделены на ОКБ-1 и ОКБ-2. ОКБ-1, состоявшее из сотрудников фирмы «Юнкерс», возглавил доктор Брунольф Бааде, специалист по стреловидности крыла, ранее работавший в КБ фирмы Юнкерс. Данное бюро проектировало тяжёлые самолёты. Некоторое время конструкторы занимались доработкой немецких проектов реактивных самолётов. В частности, в рамках данного направления был разработан реактивный бомбардировщик EF-131, представлявший собой трофейный Junkers Ju 287 варианта 2, разработанный в 1944 году под руководством Филлипа фон Доэппа, доставшийся СССР недостроенным. Один из главных конструкторов самолёта, Ганс Вокке, также оказался в числе вывезенных в СССР специалистов. К 1948 году до стадии лётных испытаний дошли два экземпляра EF-131, однако в целом испытания проходили неудачно — самолёт имел тенденцию к продольной раскачке и сильной вибрации. Тем не менее, оба лётных образца совершили 11 испытательных полётов общей продолжительностью 15 часов.

### Создание самолёта
Инициативное проектирование осуществлялось группой специалистов из ОКБ-1 под руководством Бааде. К 20 марта 1948 года было закончено эскизное проектирование самолёта, получившего название EF-140. При проектировании активно использовалась аэродинамическая труба Т-106 ЦАГИ, моделирование поведения крыла обратной стреловидности осуществлялось на летающей лаборатории ЛЛ-3. Согласно расчётам ЦАГИ, крыло обратной стреловидности с углом 30 градусов по передней кромке могло обеспечивать скорость в 0,9-0,95М. К тому времени EF-131 перестал удовлетворять требованиям ВВС СССР и 23 августа 1948 года постановлением Совета Министров СССР № 3206-1301 все работы по EF-131 приостанавливались в пользу «140». Для ускорения процесса было принято решение перестроить второй опытный образец EF-131, что позволило произвести выкатку самолёта уже 22 июля.
Развитие истребительной авиации заставило включить в конструкцию вторую турельную установку, смещённую к хвостовой части и управляемую дистанционно. Кроме того, ещё одна турельная установка была смещена из хвоста в верхнюю часть фюзеляжа. Крупнокалиберные пулемёты в них уступили место спаренным 20-мм пушкам с общим боекомплектом в 1000 снарядов. Шесть двигателей Jumo-004B были заменены на два АМ-ТКРД-01 в развитых мотогондолах. По расчётам конструкторов, увеличение мощности позволяло бомбардировщику на короткое время преодолевать звуковой барьер и достигать скорости 1.1 М. Для ориентирования на местности было предусмотрено размещение РЛС в подфюзеляжном обтекателе. Четыре стойки шасси были заменены на три, размеры колёс были увеличены.
Единая кабина яйцевидной формы была негерметична и обладала развитым остеклением. Для обзора задней полусферы так же были предусмотрены два зеркальных перископа. Бронирование защищало кабину от атак сзади и снизу и состояло из неподвижных плит толщиной от 8 до 20 мм, откидной плиты (15-20 мм), а также одной перемещаемой. Из-за появления второй турельной установки экипаж пополнился ещё одним стрелком.
Бомбовый отсек позволял разместить до 4500 кг бомб, внешняя подвеска вооружений предусмотрена не была.

### Испытания
Согласно исследователю Ефиму Гордону, к сентябрю 1948 года самолёт был вывезен и собран на аэродроме Тёплый Стан, а 30 сентября совершил первый полёт длительностью 20 минут (лётчик — Юльге). По некоторым данным, причиной переноса испытаний с аэродрома Борки были протесты командования ПВО, опасавшегося раскрытия секретных данных немецким испытателям. Самолёт при первом полёте вёл себя нормально. Однако уже во втором и последующих полётах вскрылась недоработанность двигателей АМ-ТКРД-01 конструкции Микулина. Из-за неудовлетворительной работы автоматического контроля над расходом топлива ручное управление режимами двигателя было практически невозможно — происходили скачки тяги, самолёт при этом продольно раскачивался. Вдобавок крыло обратной стреловидности во время полёта самопроизвольно закручивалось, увеличивая угол атаки. После семи полётов длительностью 4 часа 20 минут лётные испытания были приостановлены для устранения всех неполадок.
На опытном заводе № 256 недостаточно надёжный АМ-ТКРД-01 был заменён на уже освоенный в производстве и надёжный двигатель РД-45. Испытания продолжились в первой половине 1949 года; первый полёт «140V1» был совершён 15 марта 1949 года на аэродроме Подберёзье (пилот-испытатель — Вольфганг Цизе, шеф-пилот Германа Геринга). Характеристики самолёта ухудшились ещё сильнее по сравнению с расчётными, а проблемы с закручиванием крыла остались. С заменёнными двигателями «140V1» совершил 10 полётов, во время которых в основном его пилотировал советский лётчик Е. И. Фёдоров. 24 мая 1949 года заводские испытания самолёта были завершены, максимальная скорость при этом достигала 904 км/ч. Государственные испытания самолёта начаты не были. Дальнейшие усилия по доводке самолёта были сконцентрированы на разведывательной модификации, «140Р».

### Дальнейшие разработки и попытка запуска в серию
14 мая 1949 года Совет Министров издал распоряжение номер 1886—696, согласно которому проект «140» должен был быть модернизирован с использованием двигателей ВК-01. Кроме того, предусматривалась штатная установка камер серии АФА, отсек для бомб ФОТАБ или САБ, и дополнительные концевые топливные баки, пушки заменялись на НС-23. Данный проект получил название «140Р». Перспективы постановки проекта в серию заставили ОКБ-1 летом 1949 года приостановить разработку дальнего бомбардировщика «150». Первый полёт «140Р» совершил 12 октября 1949 года. Из-за непрекращающейся вибрации испытания были прерваны и самолёт отправлен на завод для доработки. Однако в ходе второго полёта так же были выявлены сильные вибрации на высоких скоростях, и после двух испытательных полётов все работы над «140Р» и его развитием, многоцелевым самолётом «140Б/Р» были прекращены в начале 1950 года. По итогам испытаний ЦАГИ пришло к выводу о нежелательности использования крыла обратной стреловидности в авиации.

## Конструкция

### Фюзеляж
Самолёт 140 имел идентичный EF-131 цельнометаллический фюзеляж овального сечения. Ближе к центральной части фюзеляжа располагалась турель ВДБ-6, в задней части фюзеляжа под плоскостью крыла располагалась турель НДБ-1М, за ней располагались ниша шасси и топливные баки. В центральной части располагался бомбоотсек. В хвостовой части, за оперением, располагался отсек тормозных парашютов.
Кабина — единая, негерметичная, остекление панорамное многопереплетное. Стрелки располагались лицом против направления движения, спиной к штурману и командиру.

### Крыло
Крыло самолёта — обратной стреловидности. Стреловидность по передней кромке крыла —19 градусов, поперечный V крыла составлял +6 градусов. Расчётный коэффициент перегрузки крыла составлял 6,25. Максимально допустимая перегрузка при полётном весе 24000 кг — 4,16. Площадь горизонтального оперения — 8 м2, из них руля высоты — 3,9 м2; площадь киля — 3,5 м2, из них — руля поворота — 2,8 м2.

### Вооружение
Оборонительное вооружение бомбардировщика «140» составляли четыре пушки калибра 20 мм неизвестного наименования, сгруппированные в двух дистанционно управляемых турелях — ВДБ-6 (верхняя полусфера) и НДБ-1М (нижняя полусфера). Для «140Р» были разработаны турели ДТ-В1 и ДТ-Н1 под серийную 23-мм пушку НР-23, также управляемые дистанционно. Прицеливание осуществлялось с помощью системы зеркальных перископов из кабины. В случае выведения из строя одного из стрелков управление турелями могло быть переключено ко второму.
Бомбоотсек располагался в центральной части фюзеляжа, внешние узлы подвески отсутствовали. Бомбовое вооружение могло варьироваться. Вариант «140» имел возможность загрузки от 1,5 до 4 тонн различных бомб, кроме того, предусматривалось использование морских мин АМД-1000 и АМЛ, а также реактивных торпед РАТ и неуправляемых реактивных снарядов. Вместо полноценного бомбоотсека «140Р» должен был иметь небольшой отсек для специальных бомб, вмещавший восемь осветительных бомб САБ-100/55с и двенадцать фотобомб ФотАБ-50/35. Вариант «Б/Р» позволял комбинировать бомбовую нагрузку с разведывательным оборудованием в едином отсеке длиной 5,4 метра, переоборудование из бомбардировочного в разведывательный вариант и обратно могло производиться в полевых условиях.
Разведывательное вооружение для варианта «140» состояло из размещаемого в бомбоотсеке контейнере с фотокамерой серии АФА, в варианте «140Р» фотокамеры (как дневные АФА, так и ночные НАФА) располагались штатно в фюзеляже, вариант «Б/Р» предусматривал комбинацию бомбового и разведывательного вооружений.

### Авионика
Электропитание штатно осуществлялось за счёт двух генераторов ГСР-9000. Авионика также включала в себя радиостанцию РСИУ-3, передатчик РСБ-5C, интерком СПУ-14, автопилот АРК-5, радиовысотомер РВ-5, транспондеры «Барий-М» и «Магний». Бомбардировщик был оснащён системой слепой посадки РУСП-45. В варианте «140Р» и «140Б/Р» самолёт оснащался навигационной РЛС ПСБН-М, расположенной в передней нижней части фюзеляжа под радиопрозрачным обтекателем каплевидной формы. Ниша в хвосте, освободившаяся с изъятием хвостовой турели, на «140» имела контейнер с тормозными парашютами. Предусматривалась возможность использования твердотопливных ускорителей для сокращения длины разбега.

## Модификации
- «140» — базовая модификация, высотный дальний бомбардировщик.
- «140Р» — дальний разведчик. Построен прототип на базе самолёта «140»[12].
- «140Б/Р» — многоцелевой самолёт с полноценным бомбовым отсеком и разведывательной аппаратурой. Макет был представлен комиссии в октябре 1949 года. Прототип был построен и прошёл ряд наземных тестов[20].

## Характеристики
Указаны данные для бомбардировщика «140».
Источник данных: 

Технические характеристики
- Экипаж: 4 человека
- Длина: 19,5 м
- Размах крыла: 19,4 м
- Высота: 5,7 метра
- Площадь крыла: 58 м2
- Масса пустого: 14776
- Нормальная взлётная масса: 23 000 кг
- Максимальная взлётная масса: 25 220
- Масса топлива во внутренних баках: 5820-8180 кг
- Силовая установка: 2 × ТРД АМ-ТКРД-01
- Тяга: 2 × 3300

Лётные характеристики
- Максимальная скорость:  
  - у земли: 860 км/ч
  - на высоте 3000 м: 904 км/ч
- Практическая дальность: 2100 км
- Практический потолок: 11000 метров
- Время набора высоты 1000 метров: 3 минуты
- Скороподъёмность: 15.5-2.2 м/с
- Длина разбега: 1820-1950 м
- Длина пробега: 950-1000 м

Вооружение
- Стрелково-пушечное: 4х20 мм
- Точки подвески: бомбовый отсек
- Неуправляемые ракеты: НАР
- Бомбы: 1500-4000 кг

## Оценка
Бомбардировщик «140», несмотря на оригинальную компоновочную схему и заявленную универсальность в варианте Б/Р, из-за обратной стреловидности крыла был подвержен вибрациям. Поэтому программа в целом была признана неудачной. Параллельно немецкому проекту проходили испытания торпедоносца Ту-14 и фронтового бомбардировщика Ил-28, оснащённых герметичными кабинами. Ту-14 и Ил-28 не имели существенных эксплуатационных проблем. Последний, практически по всем характеристикам превосходя проект Бааде, вдобавок имел обширный задел для модернизации без существенных переделок. Кроме того, по оценкам некоторых специалистов, запуск в серию самолёта, разработанного немецкими специалистами, был «непрестижным».
По итогам испытаний самолёта «140» ЦАГИ выдало заключение о нежелательности использования крыла обратной стреловидности в авиации. Под влиянием данного заключения было принято решение отказаться от применения данной схемы крыла на одном из следующих самолётов ОКБ-1, дальнем бомбардировщике «150».

## Моделизм
В начале 2000-х годов немецкая фирма Classic Plane выпустила пластиковую сборную модель в масштабе 1/72 (под названием Junkers EF-140). Кроме базовой версии, фирма выпустила модели разведывательной и многоцелевой модификаций.